# Edwin W. Keightley

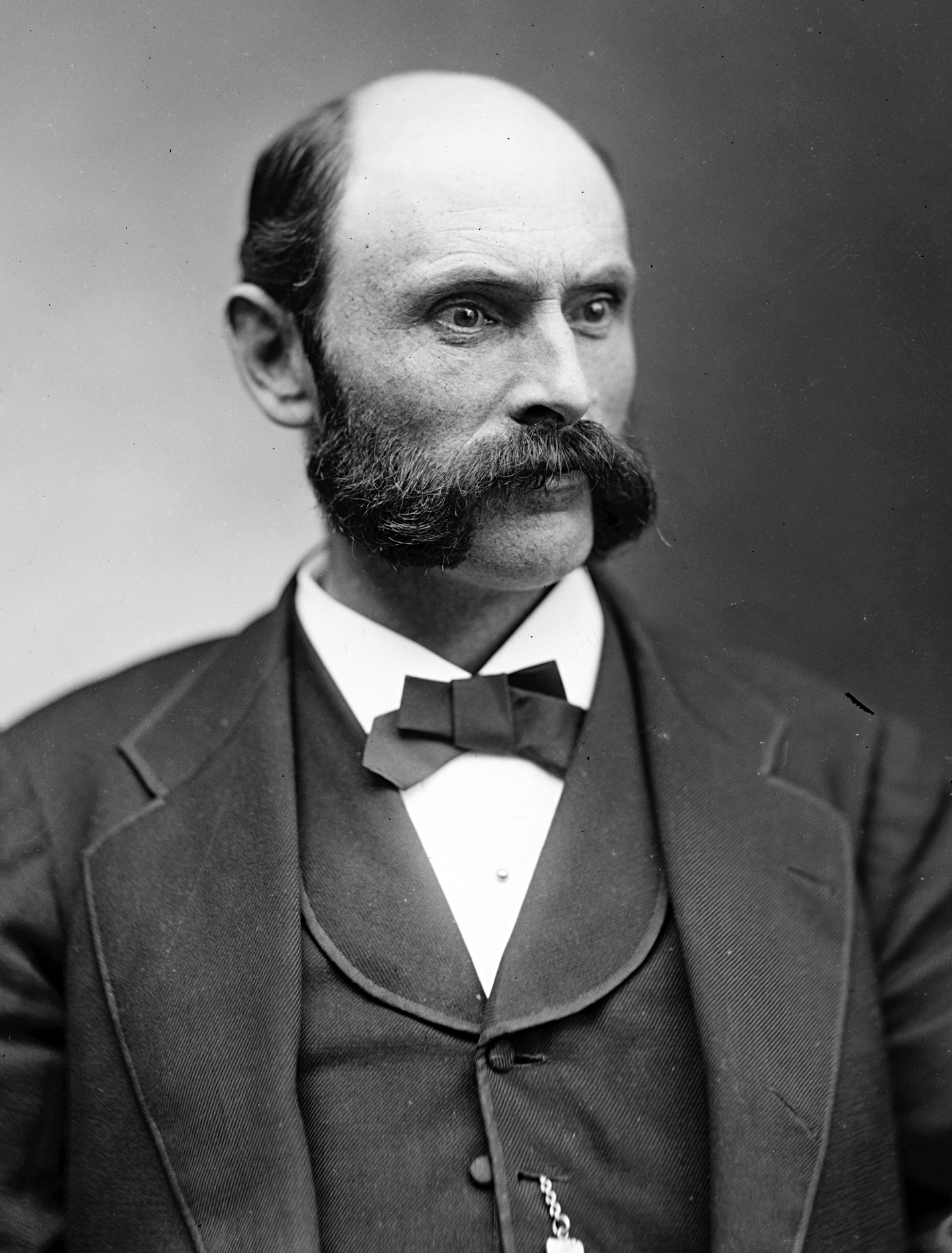
Edwin W. Keightley

Edwin William Keightley (* 7. August 1843 bei Scott, LaGrange County, Indiana; † 4. Mai 1926 in Constantine, Michigan) war ein US-amerikanischer Politiker. Zwischen 1877 und 1879 vertrat er den Bundesstaat Michigan im US-Repräsentantenhaus.

## Werdegang
Edwin Keightley, dessen Eltern aus England in die Vereinigten Staaten gekommen waren, besuchte die öffentlichen Schulen seiner Heimat sowie die Lagrange Academy und das Valparaiso Collegiate Institute. Nach einem anschließenden Jurastudium an der University of Michigan in Ann Arbor und seiner im Jahr 1865 erfolgten Zulassung als Rechtsanwalt begann er in White Pigeon in seinem neuen Beruf zu arbeiten. In den Jahren 1873 und 1874 war er im dortigen St. Joseph County Staatsanwalt. Danach fungierte er in den Jahren 1876 und 1877 als Richter im 15. Gerichtsbezirk von Michigan.
Politisch war Keightley Mitglied der Republikanischen Partei. Bei den Kongresswahlen des Jahres 1876 wurde er im vierten Wahlbezirk von Michigan in das US-Repräsentantenhaus in Washington, D.C. gewählt, wo er am 4. März 1877 die Nachfolge von Allen Potter antrat. Bis zum 3. März 1879 konnte er eine Legislaturperiode im Kongress absolvieren. Zwischen 1879 und 1885 war Keightley als Third Auditor bei der Revision des US-Finanzministeriums beschäftigt. Anschließend arbeitete er in Chicago als Rechtsanwalt. Im Jahr 1899 zog er nach Constantine, wo er auch in der Landwirtschaft arbeitete. Dort starb Edwin Keightley am 4. Mai 1926. Er war mit Mary Mitchell verheiratet.